# Evangelisch-Reformierte Kirche des Wallis
Die Evangelisch Reformierte Kirche des Wallis (frz. Eglise Réformée Evangélique du Valais; offizielles Kürzel ERKW/EREV) ist eine Mitgliedskirche der Evangelisch-reformierten Kirche Schweiz.

## Organisation
Organisiert ist die ERKW in zwölf Kirchgemeinden im Kanton Wallis, hiervon drei deutsch-, acht  französisch- und eine (Sierre/Siders) zweisprachig.
Zweimal jährlich im Frühjahr und im Herbst treffen sich die Delegierten der einzelnen Gemeinden zur Synode, dem höchsten Gesetzgebungsorgan. Die Exekutive ist der Synodalrat.
Der Verwaltungssitz der ERKW befindet sich in Sitten.

## Geschichte
Im ursprünglich seit der Gegenreformation rein katholischen Kanton entstand die ERKW im 19. Jahrhundert durch reformierte Zuzüger vor allem aus den Kantonen Bern und Waadt, die besonders im Eisenbahnbau angestellt waren.

## Medien
Das Publikationsorgan ist die monatlich erscheinende zweisprachige Evangelische Stimme/Présence Protestante.

## Die kirchlichen Gebäude der ERKW

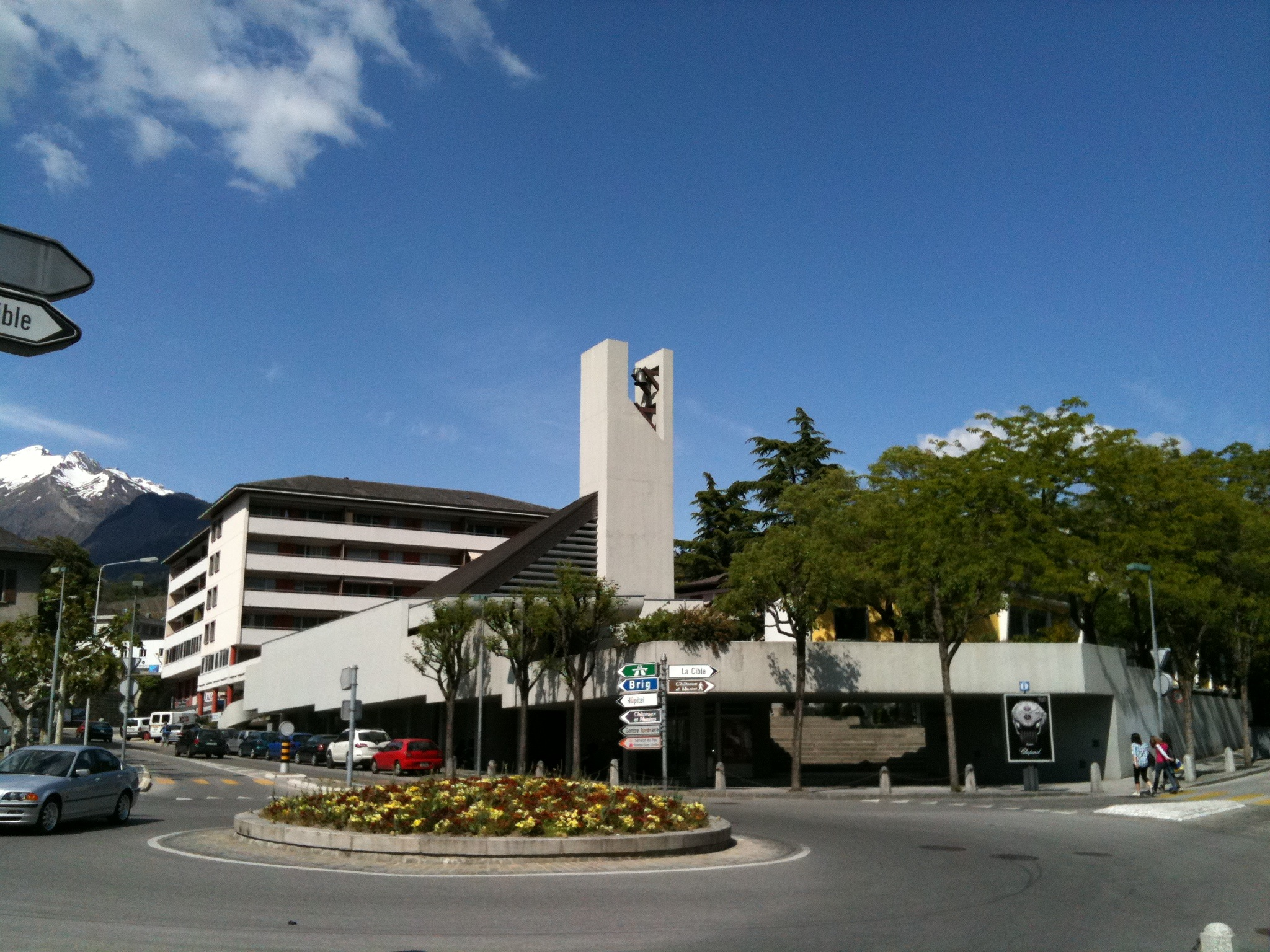
Reformierte Kirche Sitten
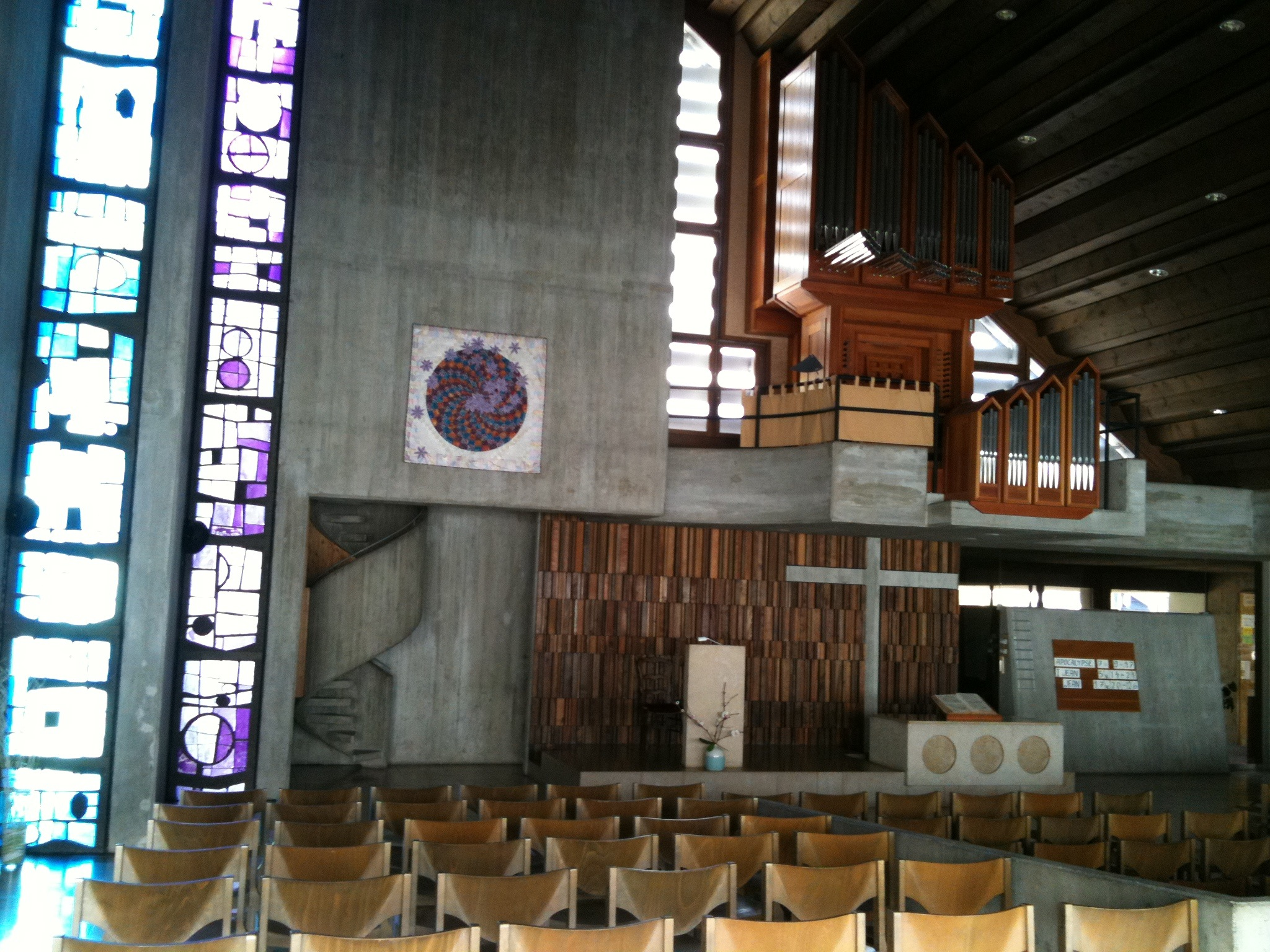
Innenansicht der reformierten Kirche in Sitten
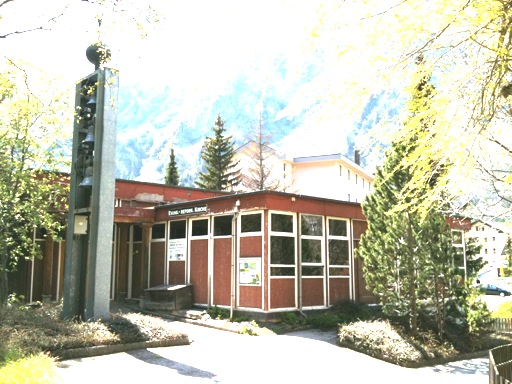
Reformiertes Kirchenzentrum Thomas-Platter-Haus in Leukerbad (wurde 2010 aufgegeben und durch den Neubau eines Gemeindezentrums im Rathaus ersetzt)
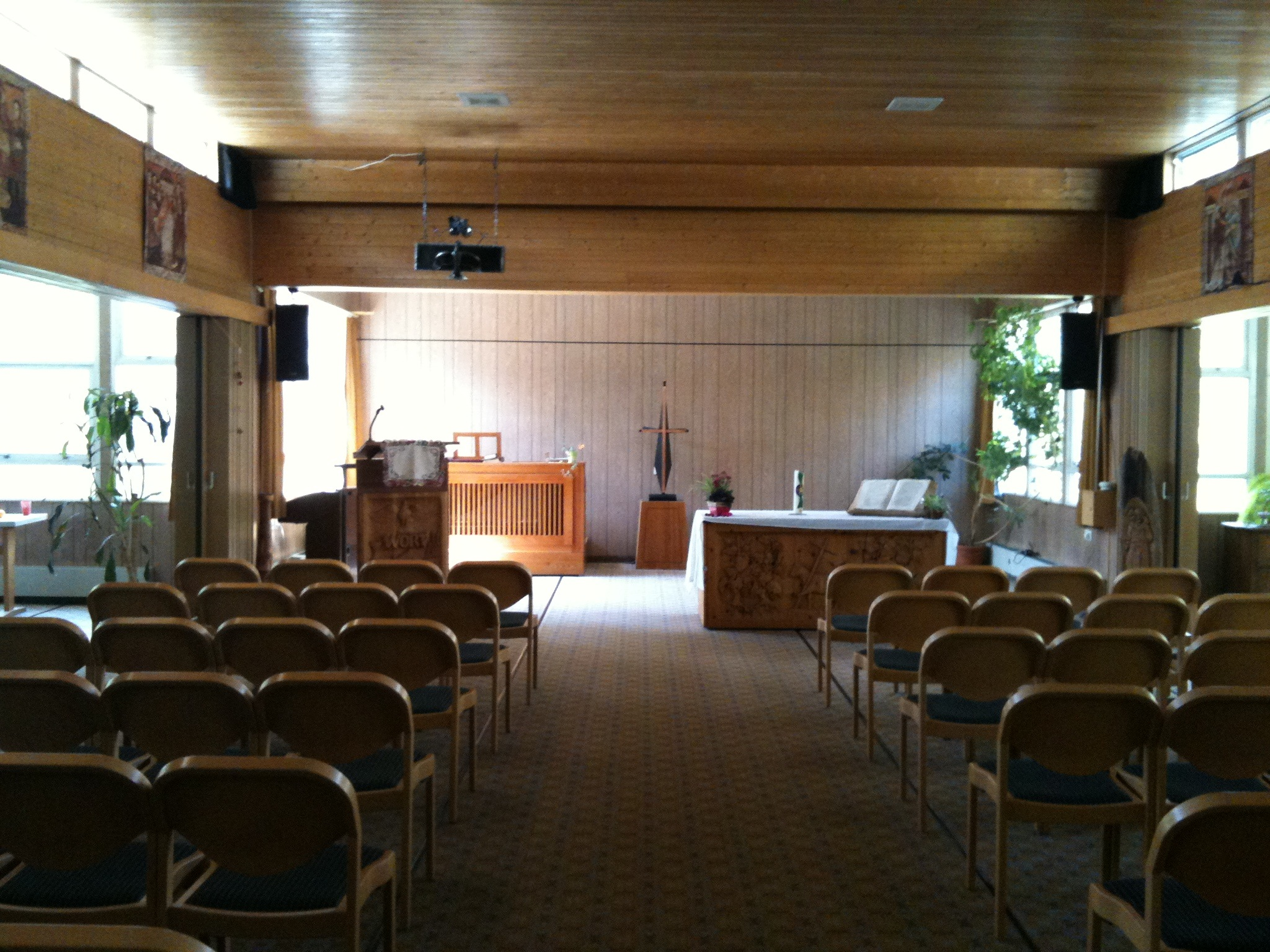
Innenansicht des Thomas-Platter-Hauses in Leukerbad
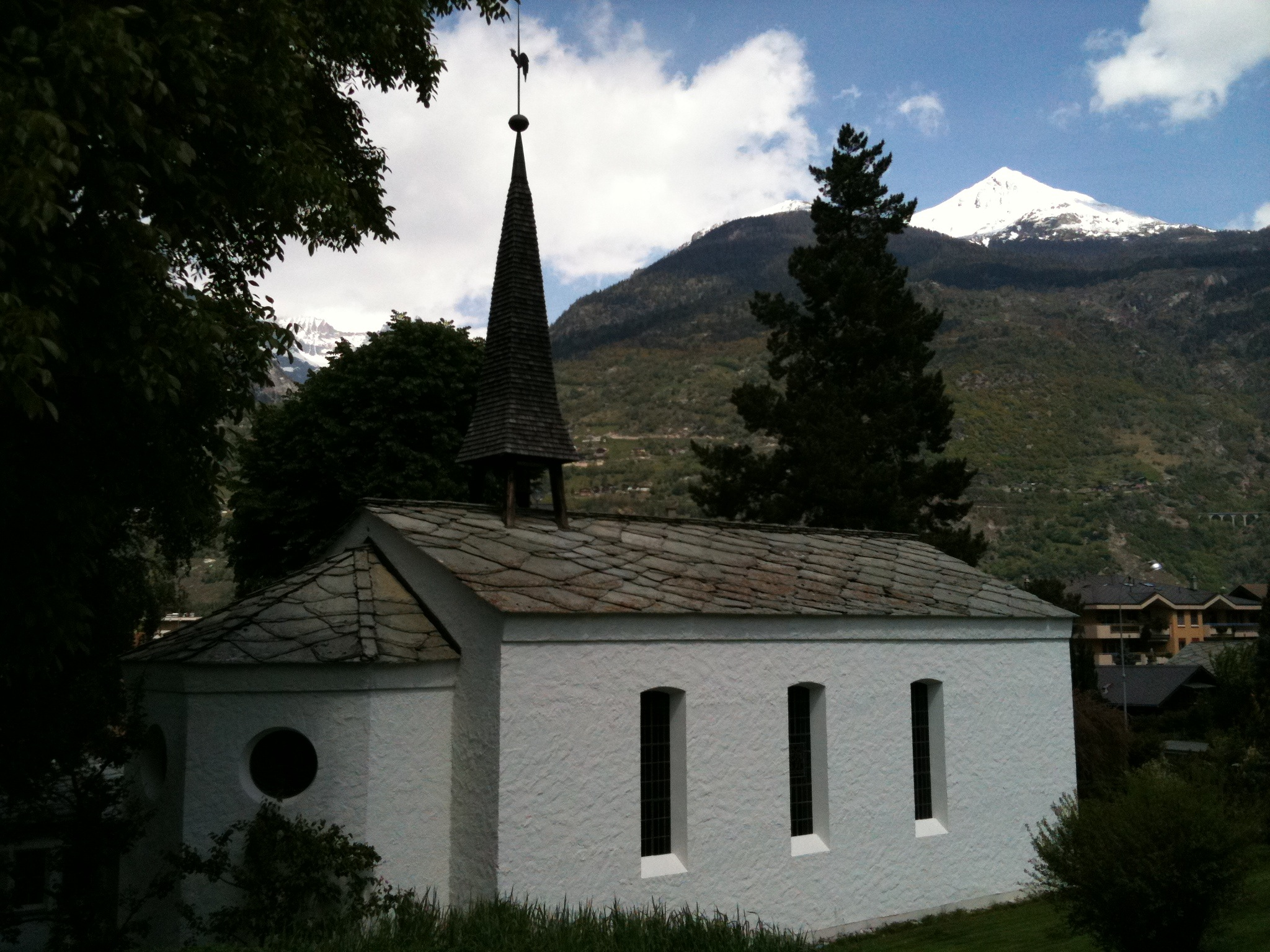
Reformierte Kirche Visp
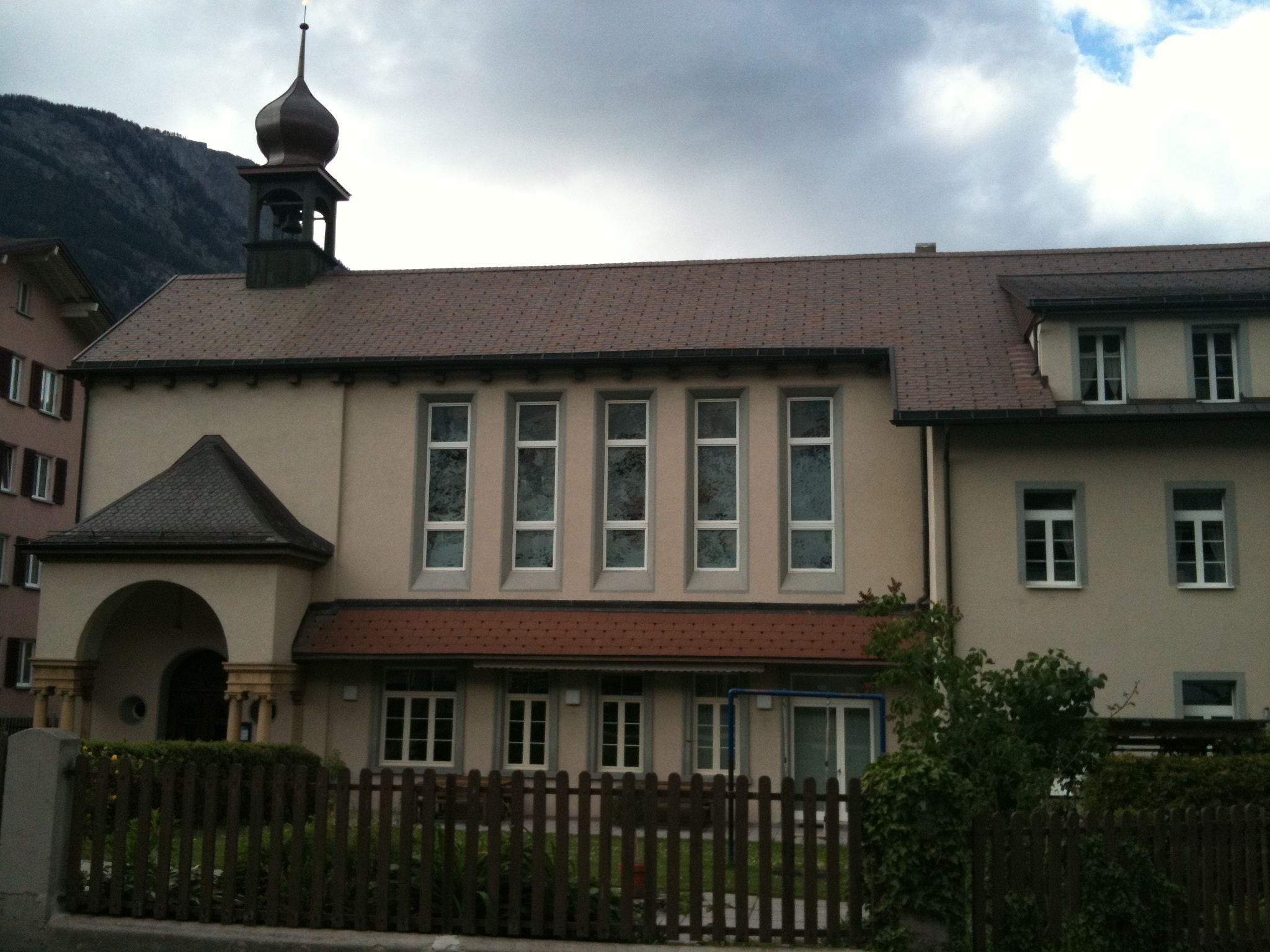
Reformierte Kirche Brig
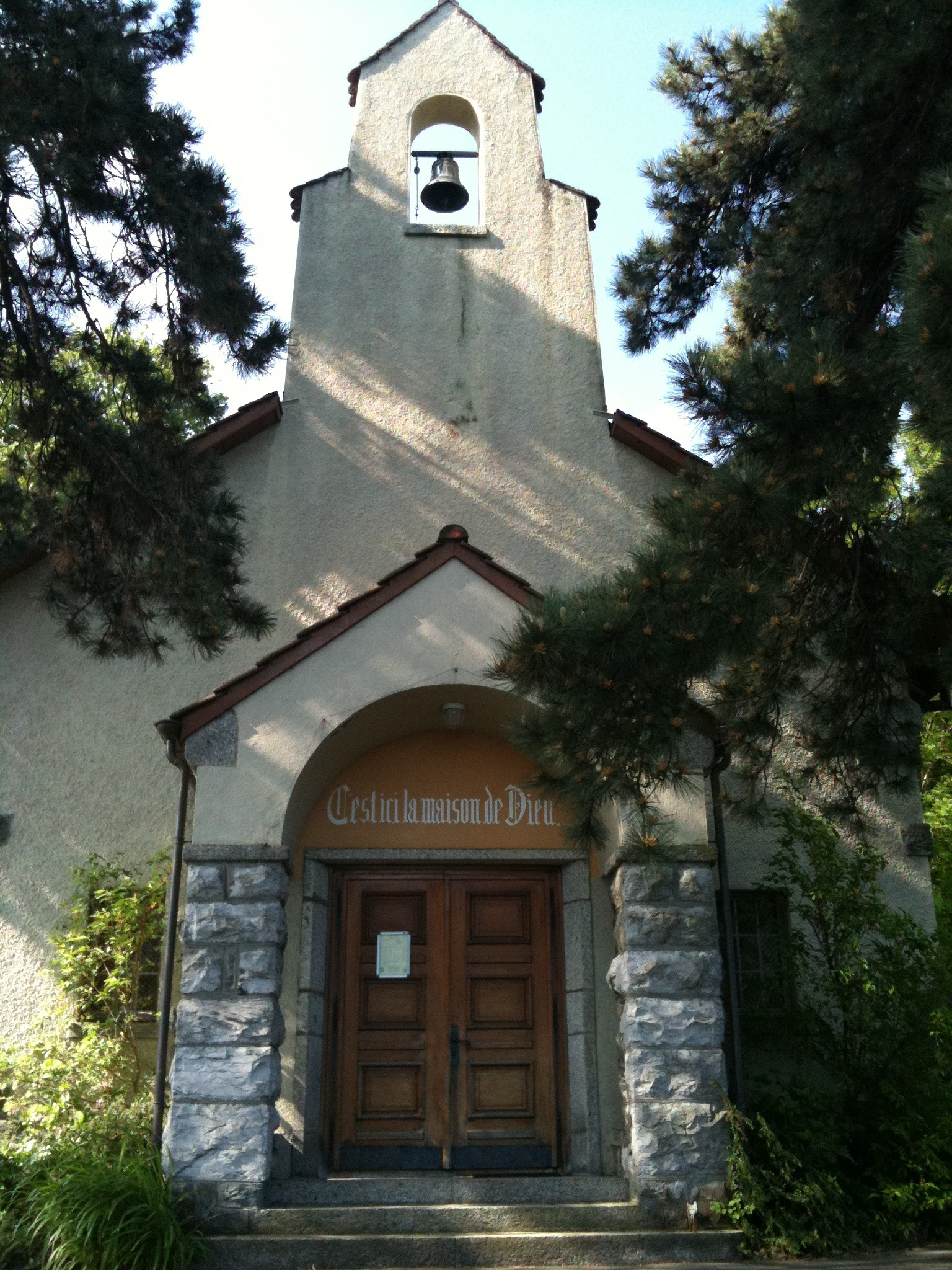
Reformierte Kirche in Le Bouveret
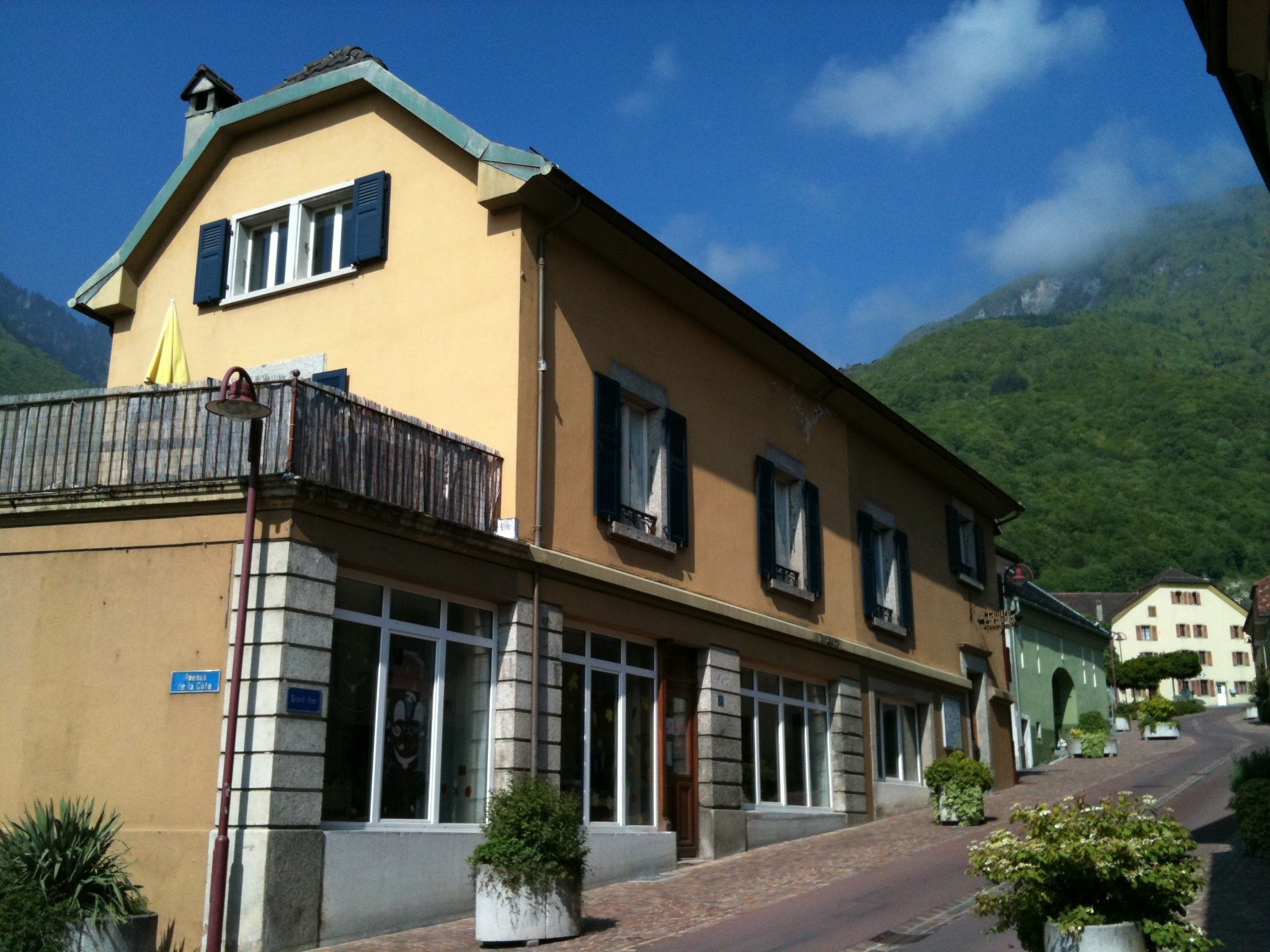
Reformiertes Kirchenzentrum in Vouvry
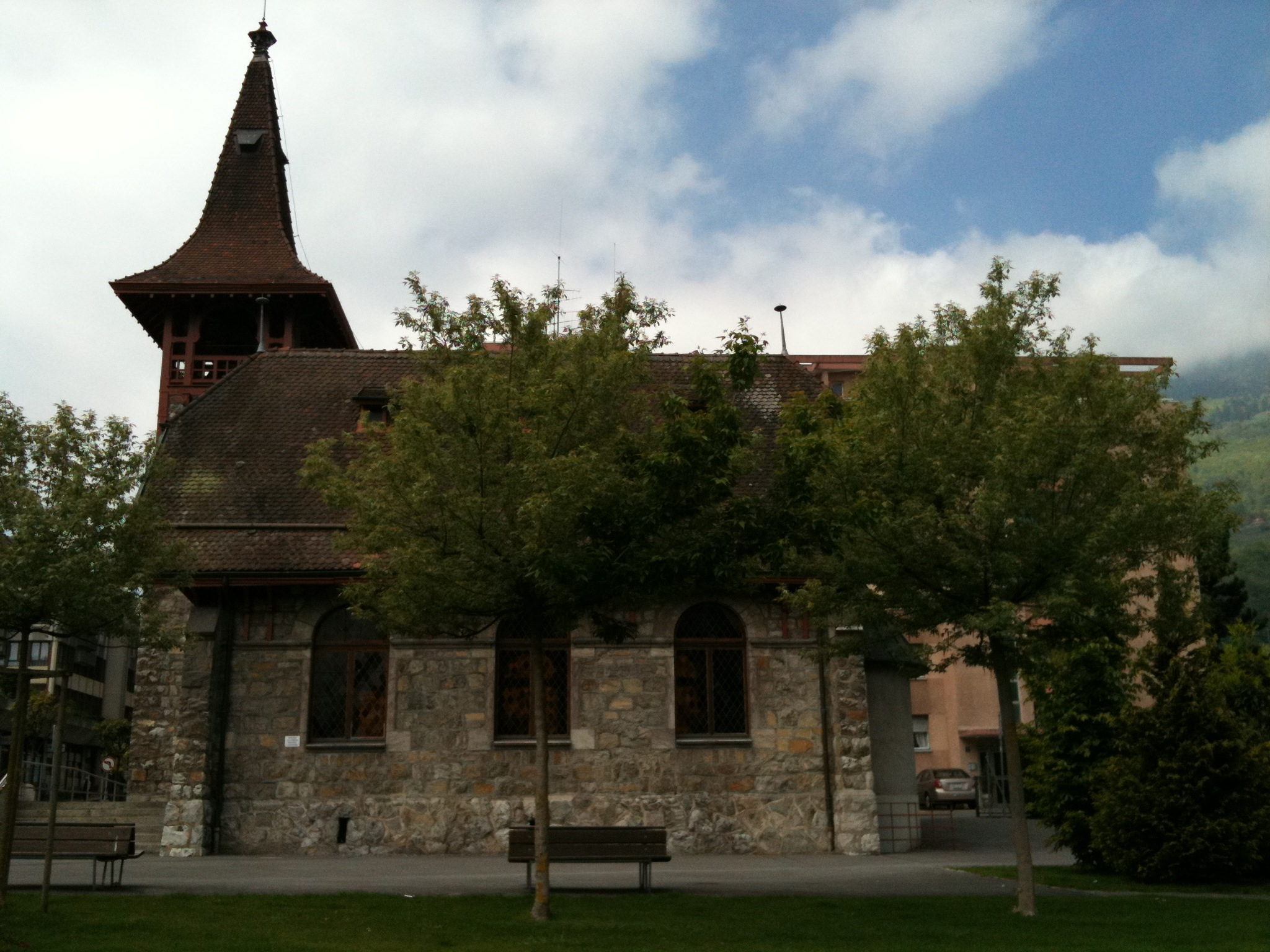
Reformierte Kirche in Monthey
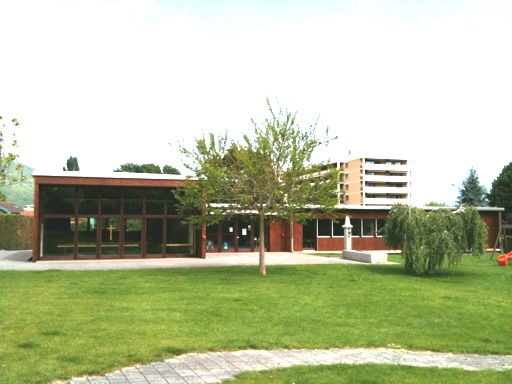
Reformiertes Kirchenzentrum in Monthey
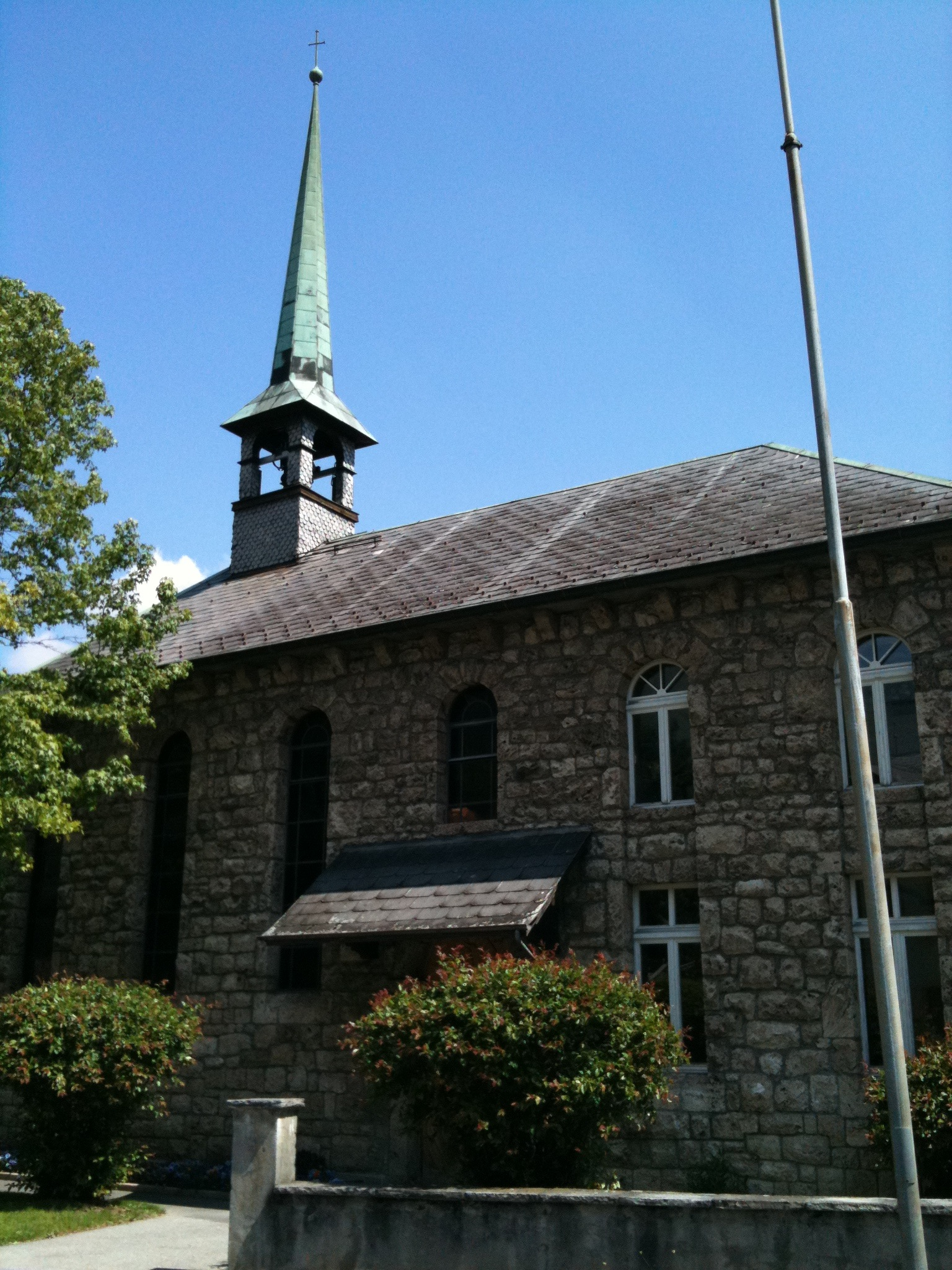
Reformierte Kirche in Martigny
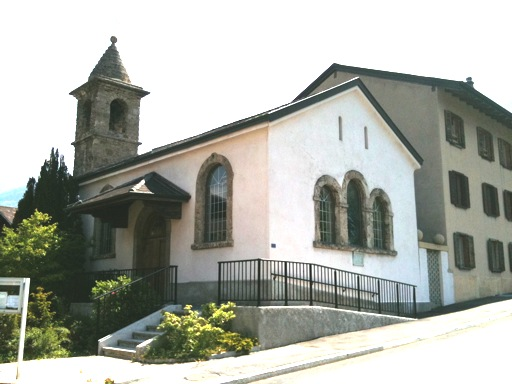
Reformierte Kirche in Saxon
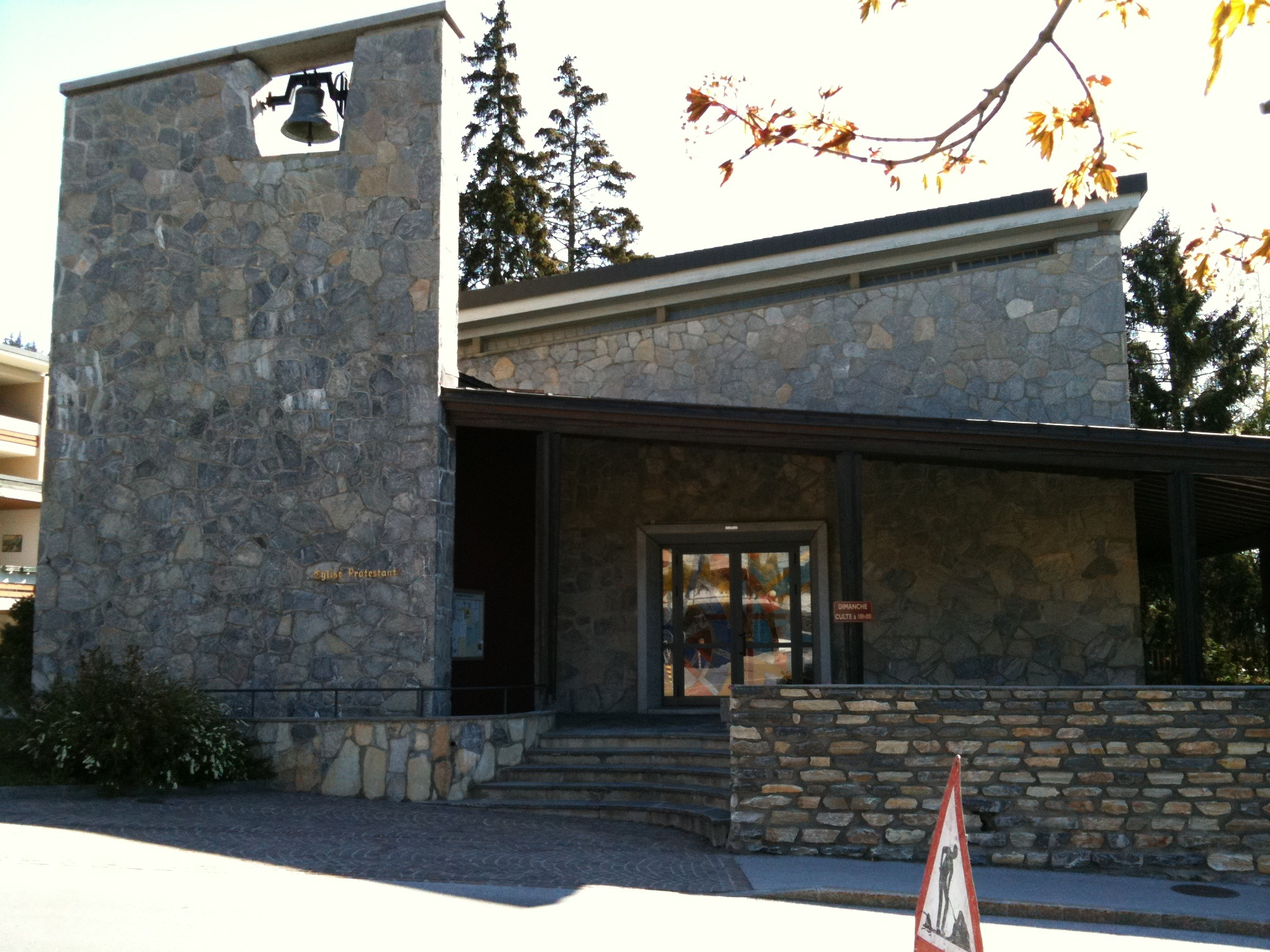
Reformierte Kirche in Crans-Montana
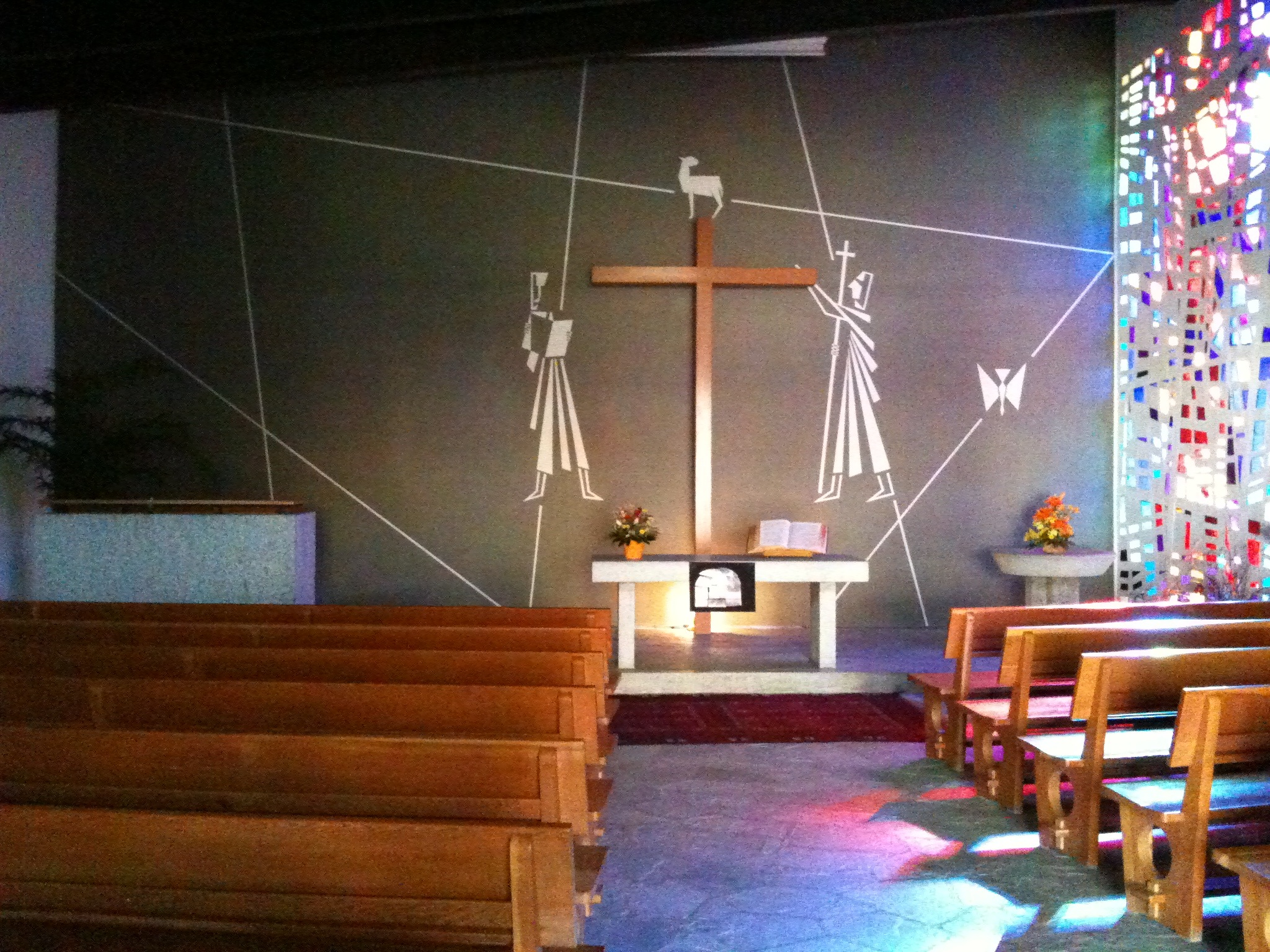
Innenraum der reformierten Kirche in Crans-Montana
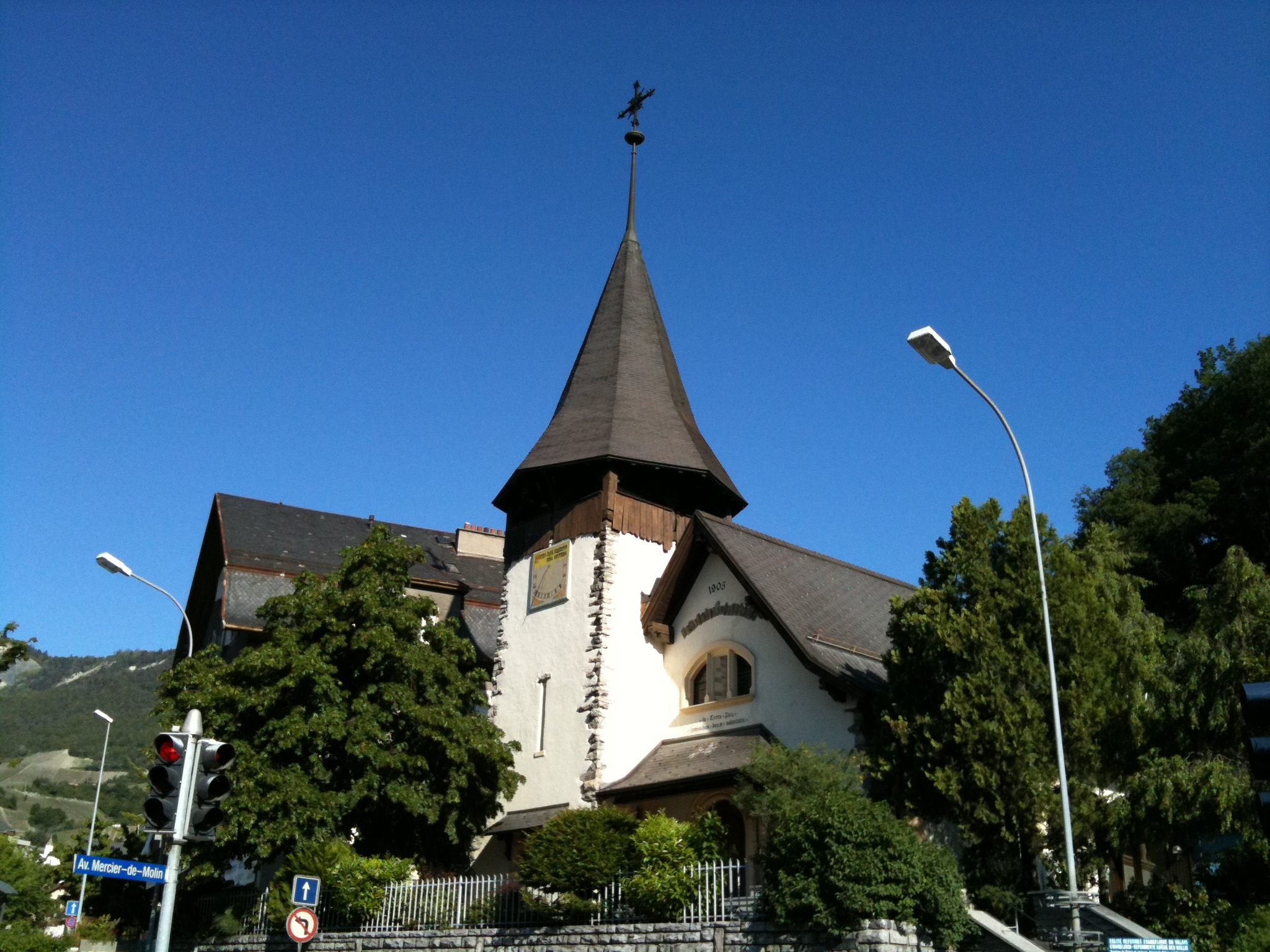
Reformierte Kirche in Siders
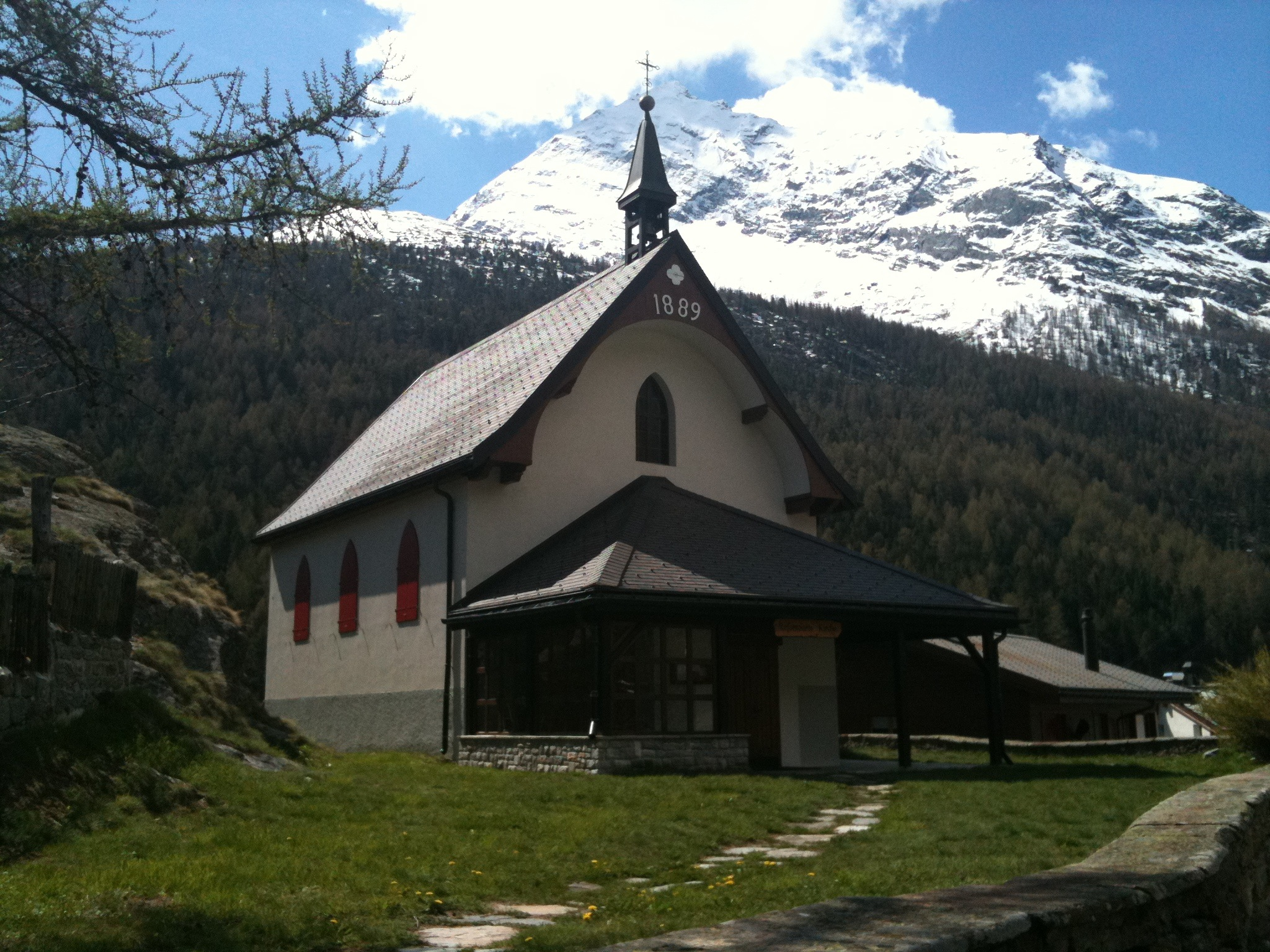
Reformierte Kirche Saas-Fee

## Weblink
- Internetpräsenz der ERKW